# Oberlupitscheni
Oberlupitscheni ist ein Ort in den Windischen Büheln in der Südweststeiermark der Steiermark wie auch Ortschaft und Katastralgemeinde der Stadtgemeinde Leibnitz im Bezirk Leibnitz.

## Geographie
Der Ort befindet sich gut 35 Kilometer südlich von Graz, 5 km südlich von Leibniz, knapp 10 km nordwestlich von Spielfeld.
Die zerstreuten Häuser Oberlupitscheni liegen in der oberen Talung des Aflenz-/Retzneibachs (Weißenbach), einem kleinen Nebenfluss der Mur bei Retznei, am Nordrand der Windischen Bühel zum Sausal hin. Sie verteilen sich gutteils auf um die 300 m ü. A. Höhe.
Die Ortschaft und Katastralgemeinde umfasst 273,24 Hektar mit etwa 70 Adressen mit knapp 200 Einwohnern.
Zum Ortschaftsgebiet gehört auch die Höhenlagen nördlich am Edlmannskogel (383 m ü. A.), so das Gehöft Vulgo Knilli, bis an den Hügelkam südlich, darunter die Gehöfte Vulgo Godi und Kroaner, und etwa 15 Häuser noch weiter östlich von Brennerstock in einer kleinen Exklave des Katastralgebiets über Retznei, bis um die 400 m hinauf. In der Exklave entspringt auch der Oberlupitschbach.
Die Wagnastraße (L621) biegt von Aflenz kommend vor Oberlupitscheni nach Süden Richtung Brennerstock hinauf und in das Grubtal hinunter, durch den Ort führt die Talung hinein nur eine kleine Gemeindestraße. Von dieser gelangt man nach Schönegg am Edlmannskogel, in das zu Heimschuh und Gamlitz gehörende Hintertal des Aflenzbachs am Kranachberg (496 m ü. A.) und hinüber an den Fahrenbach.
| Schönegg (O u. KG)                        |                                             | Aflenz an der Sulm (O, KG Aflenz, Gem. Wagna)                          |
| Unterfahrenbach (O u. KG, Gem. Heimschuh) | Kompassrose, die auf Nachbargemeinden zeigt | Unterlupitscheni (O u. KG, OT Retznei, Gem. Ehrenhausen a.d. Weinstr.) |
| Labitschberg (O u. KG, Gem. Gamlitz)      | Grubtal (O, KG Grubthal, Gem. Gamlitz)      |                                                                        |

## Geschichte
Lupitscheni – alt am Lopicznikh; Lopescheinig; in der Josephinische Landesaufnahme um 1770 Lopucheny – ist der alte slowenische Siedlungsname zum Tal des Retznei-/Weissenbachs als Weinbaugebiet. Erste Erwähnungen finden sich im Lehenbuch des Benediktinerstiftes St. Paul in Kärnten aus der Zeit 1108 bis 1160. 
Vom heutigen Unterlupitscheni, das zu Retznei (heute Gemeinde Ehrenhausen) gehört, ist Oberlupitscheni durch die südlichen Ortslagen von Aflenz (Gemeinde Wagna) getrennt, das auf der kleinen Einsattelung hinüber an die Sulm liegt. Oberhalb von Retznei gehören noch einige Weinlagen des alten Gebietes Lupitscheni zur Katastralgemeinde, die durch die zu Gamlitz gehörende Ortslage Brennerstock abgetrennt sind.

Weinbau ist schon 1406 urkundlich (Weinriede im Ernst ob der Loppetschein). 
Die Gegend war ursprünglich nur mit verstreuten kleinsten Weingartenweiler oder Winzerreihen (Weingartenzeilen) besiedelt, letztere als Aneinanderreihung von Kellern, Weinzerl-Keuschen und Pressanlagen, selbst die wenigen bäuerlichen Gehöfte waren kaum durchgehend bewohnt. Die Dauerbesiedelung entstand erst in der mittleren Neuzeit. 
Beim Rückmarsch der Türken von Wien wurde die Gegend 1532 verwüstet und lag noch 1541 öde. 1636 brach im Ort die Pest aus und verbreitete sich über das ganze Weinbaugebiet.
Nach der Entstehung der Katastralgemeinden ab 1817 und mit der der Ortsgemeinden 1850 kam Unterlupitscheni zu Retznei, Oberlupitscheni zu Seggauberg. 1770 hatte Lupitscheni 82 Gebäude und 392 Einwohner, 1846 436 Einwohner, von denen etwa 2⁄5 in Oberlupitscheni wohnten.
Spätestens 1885 war das Tal nach Frauenberg eingepfarrt und eingeschult. Zur Gemeinde Seggauberg gehörte die Ortschaft bis zu deren Auflösung durch die Gemeindestrukturreform in der Steiermark 2015.
1861 befanden sich hier 18,44 Hektar Rebflächen. 1899 erreichte die Reblaus den Ort, seither wird nurmehr in besten Lagen angebaut. Oberlupitscheni gehörte früher zum Weinbaugebiet Windische Bühel, seit 1938 zum Sausaler Weinbaugebiet.

## Sehenswürdigkeiten
Die Landschaft gehört zum Naturpark Südsteiermark (Landschaftsschutzgebiet Südweststeirisches Weinland).

## Nachweise
- 61053 – Leibnitz. Gemeindedaten der Statistik Austria

1. 1 2 3 4 5 6 7 8 9  Friedrich Klementschitz: Weingeschichte von Lupitscheni und Retznei. In: steiermarkwein. 13 (3/2013), S. 101–103 (steiermarkwein.at (Memento vom 2. August 2016 im Internet Archive; PDF; 14,1 MB)).
2. ↑  Albert Starzer: Die landesfürstlichen Lehen in Steiermark von 1421–1546 (= Veröffentlichungen der Historischen Landeskommission für Steiermark. Band 17). Selbstverlag der Historischen Landes-Commission, 1902, S. 246, 300 f. (eingeschränkte Vorschau in der Google-Buchsuche).
3. ↑  Vincenc Rajšp, Arhiv Republike Slovenije (Hrsg.): Slovenija na vojaškem zemljevidu 1763–1787. Zvezek 6 / Josephinische Landesaufnahme 1763–1787 für das Gebiet der Republik Slowenien. Band 6. Verlag Založba ZRC, 1995, Eintrag Offlencz / Aflenz a.d. Sulm, S. 27 (eingeschränkte Vorschau in der Google-Buchsuche).
4. ↑  Kurt Klein (Bearb.): Historisches Ortslexikon. Statistische Dokumentation zur Bevölkerungs- und Siedlungsgeschichte. Hrsg.: Vienna Institute of Demography [VID] d. Österreichische Akademie der Wissenschaften. Steiermark Teil 2, Oberlupitscheni und Unterlupitscheni, S. 19 resp. 16 (resp. 16 Onlinedokument, Erläuterungen. Suppl.; beide PDF – o.D. [aktual.]).
5. ↑  Josef Andreas Janisch (Hrsg.): Topographisch-statistisches Lexikon von Steiermark mir historischen Notizen und Anmerkungen. Band 2: L–R. Verlag Leykam-Josefsthal, Graz 1885 (eingeschränkte Vorschau in der Google-Buchsuche).